# Locomotiva FS 871
Le locomotive gruppo 871 erano locotender a vapore, di rodiggio 0-3-0, pervenute alle Ferrovie dello Stato Italiane in conto riparazioni belliche alla fine della prima guerra mondiale; precedentemente facevano parte del gruppo 377 delle ferrovie di stato del regno di Ungheria (MÁV).

## Storia
La storia in Italia delle locotender immatricolate nel gruppo FS 871 è comune a quella di altre locomotive di costruzione austroungarica o prussiana. Vennero immatricolate nel parco nazionale in seguito alle "riparazioni belliche" stabilite dal Trattato di Saint Germain.
Le Ferrovie dello Stato demolirono presto tali mezzi (già obsoleti), di manutenzione poco economica che richiedevano spesso modifiche per adattarli alla circolazione in Italia; nessuna di esse superò gli anni venti.

## Caratteristica
Si trattava di una locotender a tre assi accoppiati con telaio esterno e manovelle tipo Halsche. La caldaia forniva vapore saturo, a pressione massima di 10 bar, al motore a due cilindri esterni, a semplice espansione. La distribuzione era a cassetto piano con meccanismo del tipo Stephenson. La velocità massima raggiungeva i 45 km/h.

## Corrispondenza locomotive ex MÁV e numerazione FS[2]
| Numero e gruppo FS | numero e gruppo MÁV | Fabbrica    | anno di fabbricazione | Demolizione o alienazione |
| ------------------ | ------------------- | ----------- | --------------------- | ------------------------- |
| 871.001            | 377.090             | MÁVAG       | 1890                  | 1923                      |
| 871.002            | 377.217             | MÁVAG       | 1895                  | 1923                      |
| 871.003            | 377.326             | MÁVAG       | 1896                  | 1923                      |
| 871.004            | 377.018             | MÁVAG       | 1885                  | 1927                      |
| 871.005            | 377.063             | Krauss-Linz | 1889                  | 1927                      |
| 871.006            | 377.065             | MÁVAG       | 1890                  | 1927                      |
| 871.007            | 377.187             | MÁVAG       | 1894                  | 1927                      |
| 871.008            | 377.191             | MÁVAG       | 1894                  | 1927                      |
| 871.009            | 377.322             | MÁVAG       | 1896                  | 1927                      |
| 871.010            | 377.324             | MÁVAG       | 1896                  | 1927                      |
| 871.011            | 377.325             | MÁVAG       | 1896                  | 1927                      |